# أقا مير كندي
أقا مير كندي هي قرية في مقاطعة بل دشت، إيران. يقدر عدد سكانها بـ 120 نسمة بحسب إحصاء 2016.